# Charles Aránguiz
Charles Mariano Aránguiz Sandoval (17 d'abril de 1989) és un futbolista xilè que juga com a migcampista a l'Sport Club Internacional del Campeonato Brasileiro cedit per l'Udinese d'Itàlia.